# بکه‌توو (شهرستان کارماسکالینسکی، باشقیرستان)
بکه‌توو (انگلیسی: Beketovo, Karmaskalinsky District, Republic of Bashkortostan) یک شهرک در شهرستان کارماسکالینسکی استان باشقیرستان کشور روسیه است.